# 2002年横浜市長選挙
2002年横浜市長選挙（2002ねんよこはましちょうせんきょ）は、2002年（平成14年）3月31日に行われた横浜市の市長選挙である。4期目を目指す現職の高秀秀信と、前衆議院議員中田宏の事実上の一騎討ちで争われ、新人の中田が現職の高秀を破った選挙である。投票率は39.35%で前回に比べ5.24%のアップとなっている。

## 概要
1990年から3期12年市長の座にあり、自民党、民主党（但し県連レベルであり党本部は中立）、公明党、社民党、保守党のオール与党からの推薦、さらに連合の支援を受けた組織選挙を展開した高秀に対して、改革派のイメージと若さを売りに、一度出馬を表明しながら辞退した26歳の竹田恒泰、更に自由民主党総裁だが郵政民営化論者の党派を超えた同志小泉純一郎（当時）や民主党の一部からも非公式の支持を受け、無党派層を取り込んだ中田が勝利した選挙である。この当選により中田は政令指定都市ではもっとも若い市長（当選当時37歳）となった。なお中田は高秀が初当選した1990年横浜市長選挙の時点で25歳と被選挙権を有していたが不出馬、高秀陣営の選挙ボランティアをつとめている。
この選挙が行われた2002年当時、高秀市政時代の横浜国際総合競技場や横浜市営地下鉄整備などの大型公共事業（いわゆる箱物行政）や、高齢者福祉事業により市財政は逼迫しており、また高秀の当時72歳という高齢と、既に3期12年という多選に対する批判、更に中央政界での既成政党からのオール与党による相乗り批判もあり、そういった批判票も中田を当選させる原動力となった。

## 開票結果
| 候補者名 | 政党名（かっこは推薦）           | 得票数  | 得票率 |
| -------- | -------------------------------- | ------- | ------ |
| 中田宏   | 無所属                           | 447,998 | 41.96% |
| 高秀秀信 | 無所属（自民・公明・社民・保守） | 426,833 | 39.97% |
| 松川康夫 | 無所属                           | 158,088 | 14.81% |
| 稲垣隆彦 | 無所属                           | 34,855  | 3.26%  |

なお、行政区別の得票数を見ると中田の出身地である青葉区で4万票近く差をつけたが、青葉区・港北区・金沢区・栄区・緑区・都筑区以外の12区では高秀が中田の得票を上回っていた。

## 選挙後
当選した中田は市政改革に取り組み、ゴミ分別回収や保育所の民営化、横浜市立大学改革や住基ネットの任意参加など、独自の政策を行った。2006年の市長選挙で83.68%の得票を得て再選し、任期途中の2009年7月28日に辞任を表明し、同年8月17日付で辞職した。
一方、落選した高秀は同年8月29日、73歳の誕生日から11日後に食道静脈瘤破裂のため逝去した。